# Bonin (powiat choszczeński)
Bonin (niem. Bonin) – wieś w Polsce położona w województwie zachodniopomorskim, w powiecie choszczeńskim, w gminie Choszczno. W latach 1975–1998 miejscowość administracyjnie należała do województwa gorzowskiego. W roku 2007 wieś liczyła 92 mieszkańców. Wieś wchodzi w skład sołectwa Sulino.

## Geografia
Wieś leży ok. 5 km na południowy zachód od Sulina, przy drodze wojewódzkiej nr 160.